# 75-та гвардійська стрілецька дивізія (СРСР)
75-та гвардійська стрілецька Бахмацька двічі Червонопрапорна ордена Суворова 2-го ступеня дивізія — військове з'єднання СРСР часів Німецько-радянської війни.
Сформована на основі 95-ї стрілецької дивізії (2-го формування), якій Наказом НКО № 104 від 1 березня 1943 року за оборону Сталінграду було присвоене найменування гвардійської і нова нумерація, але збережено попередній номер польової пошти (п/п 24537). Нова нумерація частинам дивізії присвоєна 4 квітня 1943 р..
Воювала на фронтах: Центральный (1943), Воронезський (1943), Перший Український фронт (1943—1944), Перший Білоруський фронт (1944—1945), Третій Прибалтійський фронт (1944). Входила до складу військ 16-ї, 13-ї, 70-ї, 60-ї, 65-ї та 61-ї Армій.
Брала участь у битві на Курській дузі (Орловська наступальна операція), у звільненні України (Чернігівсько-Прип'ятська операція, Битва за Дніпро, Битва за Київ (1943) — Київська наступальна операція, Київська оборонна операція), звільненні Білорусі (Калинковицько-Мозирська операція, операція «Багратіон» — Бобруйська операція), Прибалтики (Ризька операція), у звільненні Польщі (Варшавсько-Познанська операція) і розгромі німців на території Німеччини (Вісло-Одерська операція, Східно-Померанська операція, Битва за Берлін — Берлінська наступальна операція).

## Склад дивізії на квітень 1943 року
- 212-й гвардійський стрілецький полк (попередник — 90-й СП 95-ї СД);[5][6]
- 231-й гвардійський стрілецький полк (попередник — 161-й СП 95-ї СД);
- 241-й гвардійський стрілецький полк (попередник — 241-й СП 95-ї СД);
- 159-й гвардійський артилерійський полк (попередник — 57-й АП 95-ї СД);
- 84-й гвардійський окремий винищувально-протитанковий дивізіон (попередник — 97-й ОИПТД 95-ї СД);
- 155-й кулеметний батальйон (до 15.03.1943);
- 73-тя гвардійська розвідрота (попередня — 13-та рр 95-ї СД);
- 87-й гвардійський саперний батальйон (попередник — 48-й сапб 95-ї СД);
- 106-й гвардійський окремий батальйон з'вязку (попередник — 119-та орз 95-ї СД);
- 585-й (80) медико-санітарний батальйон (попередник — 103-й мсб 95-ї СД);
- 77-ма гвардійська окрема рота хімічного захисту (попередня — 30-та рхз 95-ї СД);
- 726-та (79) автотранспортна рота (попередня — 283-тя атр 95-ї СД);
- 660-та (74) польова хлібопекарня (попередня — 174-та пхп 95-ї СД);
- 678-й (78) дивізіонний ветеринарний лазарет (попередник — 7-й двл 95-ї СД);
- 1593-тя (25703) польова поштова станція (попередня — 1766 (2054)-а ппс 95-ї СД);
- 652-га (44705) польова каса Держбанку (попередня — 1723 (652)-а пкг 95-ї СД).

## Бойовий шлях
Дивізія сформована на основі 95-ї стрілецької дивізії (2-го формування), яка після закінчення Сталінградської битви була виведена на поповнення та переформування, і 17 лютого 1943 року прибула в район Курська. Наказом НКО № 104 від 1 березня 1943 року за оборону Сталінграду дивізії присвоено найменування гвардійської — вона стає 75-ю гвардійською стрілецькою дивізією і входить до складу 17-го гвардійського стрілецького корпуса 13-ї Армії Центрального фронта.
Дивізія бере активну участь у битві на Курській дузі, тримаючи оборону в районі Понирі-Ольховатка. Незважаючи на великі втрати, відбиває масовані атаки танків, підтриманих авіацією і артилерією супротивника. В ході Орловської операції дивізія переходить в наступ і, долаючи спротив німців, 25 липня виходить на рубіж Глазуновка-Нижнє Тагіно.
За бойові дії на Курській дузі, зразкове виконання бойових завдань і проявлені при цьому мужність і героїзм Указом Президії Верховної Ради СРСР від 21 серпня 1943 року дивізія нагороджена орденом Червоного Прапора. П'ятьом воїнам присвоене звання Герой Радянського Союзу (усім — посмертно), 173 нагороджені орденами і медалями.
1 серпня 1943 року дивізія у складі 17-го гвардійського стрілецького корпусу увійшла в оперативне підпорядкування 70-ї Армії Центрального фронту. З 4-го по 11-те серпня дивізія веде наступальні боі в районі Крушиніно. 12 серпня дивізія вийшла із бою і, після 120-ти кілометрового маршу, 16 серпня зконцентрувалася на південному заході від Марково-Петровське. У складі 30-го стрілецького корпусу 60-ї Армії 26 серпня, з початком Чернігівсько-Прип'ятської операції, дивізія переходить в наступ і 27 серпня вступає на террени України, звільнивши станцію і селище Хутір-Михайлівський. 2 вересня був звільнений райцентр Ямпіль, 7 вересня місто Батурин, а 9 вересня, після жорстоких боїв, місто Бахмач. За звільнення міста Бахмач дивізії присвоєне найменування «Бахмацька».
21 вересня дивізія виходить до річки Десна і сходу, першою в 60-їй Армії, форсує її. «21.09.43 р. 231-й гв. СП під бомбардуванням супротивника, використовуючи підручні засоби переправи під прикриттям 212-го и 241-го гв. СП форсував річку Десна і, вийшовши на її західний берег, закріпився, чим забезпечив переправу всіх частин дивізії».
Стрімко просуваючись, 22 вересня 1943 року дивізія виходить на лівий берег річки Дніпро в районі села Тарасовичі. Вночі з 22-го на 23-тє вересня форсує Дніпро і на 6.00 захоплює в районі сіл Глібівка та Ясногородка перший у полосі наступу 60-ї Армії плацдарм на правому березі Дніпра. Закріпившися на рубежі східніше Глібівки, веде наступ на село Ясногородка. Бої на плацдармі були жорстокі, село Ясногородка кілька разів переходило із рук в руки. Дивізія утримала та розширила плацдарм, чим забезпечила наступ на місто Київ.
За успішне форсування Дніпра північніше Києва, захоплення плацдарму на західному березі річки Дніпро і проявлені при цьому відвагу та геройство Указом Президії ВР СРСР від 17.10.1943 року 57 воїнів дивізії удостоєні звання Героя Радянського Союзу, 829 бійців та командирів нагороджені орденами і медалями. За свідоцтвом ветеранів, при врученні нагород в строю дивізії було 17 Героїв.
В Київській наступальній операції дивізія 3 листопада 1943 року прориває оборону німців під селом Толокунь, а 4 листопада звільнює райцентр Київської області Димер. Після запеклих боїв 9 листопада звільнює райцентр і станцію Бородянка, 10 листопада форсує річку Тетерів и 11 жовтня звільнює село Велика Рача (Радомишльський район Житомирської області). 11 листопада було звільнено місто Радомишль.
З початком контрнаступу супротивника дивізія переходить до оборони. 2 грудня 1943 року, внаслідок великих втрат, дивізію виводять із бою для доукомплектування під Річицу (Гомельська обл., Білорусь). 2 січня 1944 року дивізія у складі 65-ї Армії займає позиції в районі села Давидовичі (Гомельська обл., Білорусь).
8 січня починається Калинковицько-Мозирська операція зі звільнення Білорусі. Дивізія прориває оборону противника і веде бої за місто Калинковичі, яке було звільнено 14 січня. За дії в Калинковицько-Мозирській операції дивізія нагороджена орденом Суворова 2-го ступеня.
Протягом лютого-червня 1944 року триває «велике протистояння» — затяжні позиційні бої у важких умовах боліт білоруського полісся. Використовуючи малорухомість лінії фронту, війська поповнюються особовим складом і технікою, проводиться навчання і підготовка до наступу — операції «Багратіон». З початком Бобруйскої операції 23 червня у складі 65-ї Армії 1-го Білоруського фронту дивізія проводить інтенсивну розвідку боєм позицій противника, який створив на висотах в районі Паричей (Гомельськая обл.) сильно укріплений пункт оборони. 24 червня, обходячи укріплення противника і долаючи болота, які німці вважали непрохідними, дивізія починає наступ, 26 червня визволяє райцентр Паричі і виходить на річку Березина. 29 червня було звільнено місто Бобруйськ, а після знищення оточеної в районі Бобруйська групировки противника, 8 липня дивізія звільнює місто Барановичі.
За участь у розгромі противника в районі Бобруйська і звільнення міста Барановичі дивізія нагороджена другим орденом Червоного Прапора.
22 липня 1944 року 75-я гвардійська стрілецька дивізія перетнула державний кордон СРСР і вступила на територію Польщі.
У вересні 1944 року за рішенням Ставки Верховного Головнокомандування для проведення Ризької операції 61-ша Армія, до складу якої входила 75-та гвардійська дивізія, передається із 1-го Білоруського фронту до 3-го Прибалтійського фронту. Отримавши поповнення, 6 жовтня дивізія вступила в бій за місто і станцію Сігулда і 7 жовтня захопила її. 11 жовтня була форсована річка Маза-Югла, а 13 жовтня у взаємодії з іншими частинами 3-го Прибалтійського фронту дивізія звільнила правобережну частину міста Риги.
Наказом ВГК № 196 від 13.10.44 р. 212-му гвардійському стрілецькому полку і 159-му гвардійському артилерійському полку було присвоєно найменування «Ризьких». 241-й гвардійський стрілецький полк був нагороджений орденом Червоного Прапора, а 231-й гвардійський стрілецький полк — орденом Суворова 3-го ступеня.
27 грудня 1944 року дивізія передислоковується до Польщі, в район міста Мінськ-Мазовецький, а в ніч на 9 січня 1945 року переправляється на західний берег річки Вісла, де змінює на плацдармі частини 74-ї гвардійської стрілецької дивізії та 1-ї Армії Війська Польського. 14 січня з початком Варшавсько-Познанської операції дивізія розпочала наступ із Магнушевського плацдарму на ріці Вісла. Оволодівши 15 січня населеним пунктом Острува і містом Варка, дивізія обійшла Варшаву із заходу, відрізавши частини противника, які обороняли місто. 16 січня дивізія звільнила місто Гродзиськ. 17 січня була звільнена Варшава. Продовжуючи активні бойові дії, дивізія 18 січня форсувала річку Бзура і звільнила місто Сохачев, а 19 січня місто Лодзь.
За мужність і героїзм, проявлені в боях на Віслі, троє воїнів дивізії були удостоєні звання Героя Раядянського Союзу, сотні нагороджені орденами і медалями.
26 грудня 1945 року дивізія вступила на територію Німеччини в районі міста Шнейдемюль (зараз місто Піла, Польща). Зав'язалися запеклі бої. З метою виключення можливості контрудару німців з боку Східної Померанії у фланг радянських військ, 1 лютого за наказом командуючого 61-ю Армією генерал-полковника Бєлова П. А. дивізія отримала нову полосу наступу — на північ. Протягом Східно-Померанської операції дивізія у складі 9-го стрілецького корпусу веде важкі бої на південь від міста Штаргард (зараз Бург-Штаргард). Долаючи супротив противника, дивізія зайняла місто Каліс, 20 лютого після переходу з рук в руки було взято місто Залентин, а 4 березня місто Штаргард і відкрито шлях до Альтдаму, передмістя Штетину (зараз місто Щецин, Польща), останньому великому опорному пункту німців на правому березі річки Одер.
Бои за Альтдам були важкими, знадобився тиждень аби 20 березня у взаємодії з іншими частинами 61-ї Армії, дивізія захопила місто Альтдам.
В кінці березня і на початку квітня 1945 року 75-та гвардійськая стрілецька дивізія дислокувалася на правому березі річки Одер на правому фланзі 1-го Білоруського фронту. В наступній Берлінській наступальній операції її цілями були Еберсвальде, Нейрупін (що на 30…40 км на північний захід від Берліна) і вихід на річку Ельба. 16 квітня передовий загін дивізії форсував Одер і захопив плацдарм на лівому березі. 17 квітня був взятий населений пункт Ной-Глітцен.
За героїзм і мужність, проявлені при форсуванні річки Одер і розширенні плацдарму на її західному березі, вісім воїнів дивізії були удостоєні звання Героя Радянського Союзу, 1317 нагороджені орденами і медалями.
30 квітня, у взаємодії з 12-ю гвардійською стрілецькою дивізією, було взято Нейрупін, після чого почалося переслідування розгромлених частин противника. 3 травня 1945 року 75-та гвардійська стрілецька Бахмацька двічі Червонопрапорна Ордена Суворова 2-го ступеня дивізія вийшла до річки Ельба південніше міста Вітенберге (земля Бранденбург, на північ від Берліна) і завершила бойові дії. На протилежний берег річки Ельба вийшли війська 102-ї дивізії 9-ї Армії США.
За час бойових дій 73 воїна дивізії були удостоєні звання Героя Радянського Союзу, близько 14 тисяч нагороджені орденами і медалями. За числом Героїв Ралянського Союзу 75-та гвардійська дивізія займає третє місце серед стрілецьких дивізій Радянської Армії (у 167-й Сумсько-Київській двічі Червонопрапорній стрілецькій дивізії 108 Героїв, у 25-й гвардійській Синельниковсько-Будапештській ордена Суворова 2-го ступеня і ордена Богдана Хмельницького 2-го ступеня стрілецькій дивізії 77 Героїв).
За відмінні бойові дії протягом 1943-45 років 75-й гвардійській стрілецькій дивізії Наказами Верховного Головнокомандуючого було оголошено 19 подяк. Бойове знамено і двадцять воїнів дивізії брали участь в параді Перемоги.

## Нагороди і найменування
- 21 серпня 1943 року за бойові дії на Курській дузі — орден Червоного Прапора
- 9 вересня 1943 року за звільнення міста Бахмач — найменування «Бахмацька»
- 15 січня 1944 року за бої в Білорусі і звільнення міста Калінковичі — орден Суворова II ступеня
- 5 серпня 1944 року за участь у разгромі супротивника в районі Бобруйськ-Барановичі — орден Червоного Прапора

## Підрозділи дивізії, удостоєні нагород і найменувань
- 212-й гвардійський Ризький Червонопрапорний ордена Суворова III ступеня стрілецький полк
- 231-й гвардійський Червонопрапорний ордена Суворова III ступеня стрілецький полк
- 241-й гвардійський Червонопрапорний стрілецький полк
- 159-й гвардійський Ризький Червонопрапорний артилерійський полк
- 84-й гвардійський ордена Леніна окремий винищувально-протитанковий дивізіон
- 96-й гвардійський ордена Червоної Зірки окремий саперний батальйон

## Командування
Командир дивізії:
- Горишній Василь Акимович, гв. генерал-майор (01.03.1943 — травень 1946)

Заступник командира дивізії з політчастини:
- Власенко Ілля Архипович, гв. полковник (01.03.1943 — червень 1944)

Начальник політвідділу дивізії:
- Рябов Аркадій Павлович, гв. полковник (01.03.43 — травень 1943)
- Пакін Борис Григорович, гв. підполковник (січень 1945 — травень 1946)

Начальник штабу дивізії:
- Клименко Георгій Михайлович, гв. полковник (лютий 1943 — кінець 1943)
- Гальперін Борис Ісаевич, гв. полковник (грудень 1944 — початок 1946)

Командуючий артилерією дивізії:
- Далакішвілі Аристо Абелович, гв. полковник (01.03.1943 — травень 1946)

Командири полків
212-й стрілецький полк:
- Борисов Михайло Семенович, гв. полковник (01.03.1943 — загинув 09.02.1944)
- Чусовітін Йосип Антонович, гв. полковник (28.02.1944 — 28.11.1944)
- в.о., Тригубенко Михаило Федорович, гв. підполковник (грудень 1944)
- Воробйов Афанасій Прокопьєвич, гв. підполковник, гв. полковник (09.01.1945 — травень 1946)

231-й стрілецький полк:
- Маковецький Федір Єфремович, гв. підполковник (01.03.1943 — тяжко поранений, січень 1944)
- Максимов Василь Олексійович, гв. підполковник (13.01.1944 — 09.01.1945)
- Залялов Адельзян Хайрутдинович, гв. підполковник (09.01.1945 — 04.06.1945)
- Свириденко Георгій Михайлович, гв. підполковник (04.06.1945 — травень 1946)

241-й стрілецький полк:
- Бударін Микола Петрович, гв. підполковник (01.03.1943 — загинув 06.11.1943)
- в.о., Нечай Пантелій Семенович, гв. майор (листопад — грудень 1943)
- Мирошниченко Леонід Григорович, гв. підполковник, гв. полковник (грудень 1943 — 22.11.1944)
- Волошаненко Олександр Васильович, гв. підполковник (22.11.1944 — травень 1946)

159-й артполк:
- Льовкін Ніканор Олександрович[ru], гв. підполковник (01.03.1943 — листопад 1943)
- Рилков Павло Петрович, гв. підполковник, гв. полковник (грудень 1943 — тяжко понанений 17.02.1945)
- Суботін, гв. підполковник (лютий — березень 1945)
- Коротких, гв. подполковник (квітень — 5.10.1945)
- Загорулько Григорій Олександрович, гв. підполковник (5.10.1945 — травень 1946)

84-й окремий знищувальний протитанковий дивізіон:
- Ясько Іван Кіндратович, гв. майор (1943 — травень 1946)

## Бійці 75-ї гвардійської дивізії— Герої Радянського Союзу
Указ Президії Верховної Ради СРСР від 7 серпня 1943 року — за зразкове виконання бойових завдань і проявлені при цьому мужність і героїзм в битві на Курскій дузі:
- Волков, Петро Павлович (посмертно)
- Петров, Алексій Іванович (посмертно)
- Фомін, Михайло Сергійович (посмертно)
- Чеботарьов, Дмитро Федорович (посмертно)
- Чепрасов, Михайло Максимович (посмертно)

Указ Президії Верховної Ради СРСР від 17 жовтня 1943 року — за успішне форсування річки Дніпро північніше Києва, міцне закріплення плацдарму на західному березі річки Дніпро і проявлені при цьому відвагу і геройство:
- Айткулов Салім Нігматович
- Акбауов Узарак Кстаубайович
- Анісенков Володимир Іванович (загинув 25 вересня 1943 року в бою на плацдармі на правому березі Днепра біля села Ясногородка)
- Антонов Ілля Семенович
- Атаманчук Григорій Климентійович
- Ахмедов Михайло Володимирович
- Білоусов Василь Савелійович
- Бітюков Прокопій Семенович (загинув 10 серпня 1944 року у Львівській області)
- Борисов Михайло Семенович (загинув 9 лютого 1944 року в бою за звільнення міста Калинковичі Гомельської області)
- Бударін Микола Петрович (важко поранений 6 листопада 1943 року на правому березі Дніпра і бою за звільнення села Феліціалівка (зараз Здвижівка Бородянського району), помер в місті Димер)
- Виноградов Микола Костянтинович
- Власенко Ілля Архипович
- Волошин Іван Андрійович (загинув 11 жовтня 1943 року в бою на плацдармі на правому березі Дніпра)
- Гаврилін Микола Митрофанович
- Галкін Іван Микитович
- Галушкін Василь Максимович
- Горишній Василь Акимович
- Грушко Василь Семенович
- Єдунов Іван Григорович
- Єршов Олексій Іванович (загинув 11 січня 1944 року в Білорусі біля села Корені Домоновичського (зараз Свєтлогорського) району Гомельської області)
- Жуков Роман Ваніфатієвич
- Зачеславський Василь Нікифорович
- Іонин Григорій Петрович
- Кондаков Василь Якович
- Кострюков Микола Григорович
- Красильніков Генадій Іванович (загинув 23 вересня 1943 року в бою на плацдармі на правому березі Дніпра біля села Ясногородка)
- Крикуненко Веніамін Олександрович (загинув 29 вересня 1943 року в бою на плацдармі на правому березі Дніпра біля села Ясногородка)
- Кроніт Альберт Вікторович
- Лаптєв Віктор Петрович
- Леухін Ніканор Андрійович (загинув в червні 1944 року в бою за визволення селища Паричі Гомельської області)
- Маковецький Федір Єфремович
- Мартинов Іван Степанович (загинув 17 жовтня 1943 року в бою на плацдармі на правому березі Дніпра)
- Мінаєнко Іван Олексійович (загинув 7 жовтня 1943 1943 року в бою на плацдармі на правому березі Дніпра біля села Ясногородка)
- Михайлов Володимир Степанович
- Михальченко Василь Кирилович (загинув 25 вересня 1943 року в бою на плацдармі на правому березі Дніпра)
- Моторигін Василь Семенович
- Мухін Василь Дмитрович
- Мисін Олександр Павлович
- Мичко Іван Іванович (загинув в грудні 1943 року в бою біля міста Коростень Житомирської області)
- Носков Микола Михайлович
- Панженський Олексій Опанасович
- Петров Олександр Федорович
- Поляков Володимир Хомович (тяжко поранений 26 вересня 1943 року в бою на плацдармі на правому березі Дніпра біля села Глібівка, помер 29 вересня)
- Попов Іван Петрович (загинув 22 вересня 1943 року на правому березі Дніпра при розвідуванні переправи в районі села Глібівка)
- Пугачов Арсеній Пилипович (загинув 8 жовтня 1943 року в бою на плацдармі на правому березі Дніпра)
- Срібний Сидір Іванович (загинув 12 жовтня 1944 року в Латвії в бою на плацдармі на західному березі річки Маза Югла)
- Степанов Микола Петрович
- Суковатов Микола Іванович
- Сурков Петро Миколайович (загинув 12 січня 1944 року в бою за звільнення міста Калинковичі Гомельської області)
- Топорков Андрій Дмитрович
- Устинов Семен Іванович (загинув 29 вересня 1944 року в Латвії на території Цесіського району)
- Хромов Борис Кіндратович
- Чернов Павло Михайлович (загинув 26 вересня 1943 року в бою на плацдармі на правому березі Дніпра біля села Ясногородка)
- Шабалін Володимир Ігнатович (загинув 26 вересня 1943 року в бою на плацдармі на правому березі Дніпра біля села Козаровичі)
- Шепелєв Микола Федорович
- Яржин Генріх Генріхович (загинув 26 вересня 1943 року в бою на плацдармі на правому березі Дніпра біля села Ясногородка)
- Яценко Петро Григорович

Указ Президії Верховної Ради СРСР від 27 лютого 1945 року — за зразкове виконання бойових завдань і проявлені при цьому мужність і героїзм в Варшавсько-Познанській операції:
- Жилкін Дмитро Васильович
- Зенков Микола Омелянович (посмертно)
- Лєбєдєв Василь Петрович

Указ Президії Верховної Ради СРСР від 31 травня 1945 року — за мужність і героїзм, проявлені при форсуванні річки Одер, захопленні та утриманні плацдарму:
- Васькин Фрол Васильоич
- Громов Пантелей Гаврилович (посмертно)
- Механошин Кирило Петрович
- Мітряєв Володимир Олександрович
- Москвін Віктор Аркадійович
- Сергєєв Юрій Дмитрович
- Сироткін Юрій Іванович
- Юла Яків Степанович